# Rance Howard
Rance Howard, geboren als Harold Rance Beckenholdt (Duncan (Oklahoma), 17 november 1928 – Los Angeles, 25 november 2017), was een Amerikaans acteur, filmproducent en scenarioschrijver.

## Biografie
Howard werd geboren in Duncan (Oklahoma) bij een moeder van Britse en Schotse afkomst, en een vader van Duitse afkomst. Toen Howard begon met acteren veranderde hij zijn naam in Rance Howard.
Howard begon in 1956 met acteren in de film Frontier Woman, waarna hij nog in meer dan 250 films en televisieseries speelde.
Howard was van 1949 tot en met haar overlijden in 2000 getrouwd met actrice Jean Speagle Howard, met wie hij twee kinderen had. In 2001 trouwde hij opnieuw. Howard was de vader van acteurs Ron Howard en Clint Howard en was de opa van actrices Bryce Dallas Howard en Paige Howard.

## Filmografie

### Films
Selectie:
- 2013 The Lone Ranger – als monteur
- 2013 Nebraska – als oom Ray
- 2011 The Dilemma – als Burt
- 2010 Jonah Hex – als telegraafbediende
- 2010 Valentine's Day – als aanwezige Bistro Gardens Diner
- 2009 Angels & Demons – als kardinaal Beck
- 2008 Frost/Nixon – als Ollie
- 2008 Drillbit Taylor – als oudere man
- 2007 Georgia Rule – als man met hondenbeet
- 2005 Cinderella Man – als aankondiger van Al Fazin
- 2004 The Alamo – als gouverneur Smith
- 2002 D-Tox – Geezer
- 2001 A Beautiful Mind – als patiënt met wit haar
- 2001 Rat Race – als spreker van Feed the Earth
- 2001 Joe Dirt – als politieagent van EOD
- 2000 The Grinch – als oudere tijdbewaker
- 1998 Psycho – als mr. Lowery
- 1998 Small Soldiers – als echtgenoot
- 1996 Mars Attacks! – als Texaanse inversteerder
- 1996 Independence Day – als kapelaan
- 1995 Apollo 13 – als eerwaarde
- 1994 Ed Wood – als ouderer McCoy
- 1992 Universal Soldier – als John Devreaux
- 1992 Far and Away – als Tomlin
- 1989 The 'Burbs – als rechercheur
- 1987 Innerspace – als klant supermarkt
- 1986 Gung Ho – als burgemeester Conrad Zwart
- 1985 Cocoon– als rechercheur St. Petersburg
- 1984 Splash – als McCullough
- 1977 Grand Theft Auto – als Ned Slinker
- 1974 Chinatown – als boze boer
- 1967 Cool Hand Luke – als sheriff
- 1965 Village of the Giants – als hulpsheriff
- 1963 The Courtship of Eddie's Father – als kampadviseur
- 1962 The Music Man – als Oscar Jackson

### Televisieseries
Selectie:
- 2014 Bones - als Jerold Norsky – 2 afl.
- 1996–1997 Babylon 5 – als David Sheridan – 3 afl.
- 1973–1975 The Waltons – als dr. McIvers – 5 afl.
- 1967–1969 Gentle Ben – als Henry Boornhauer – 25 afl.

### Filmproducent
- 1981 Through the Magic Pyramid – film
- 1978 Cotton Candy – film
- 1977 Grand Theft Auto – film

### Scenarioschrijver
- 1981 Through the Magic Pyramid – film
- 1977 Grand Theft Auto – film
- 1974 Partridge Family 2200 AD – televisieserie
- 1972 The Rookies – televisieserie – 1 afl.
- 1968 Gentle Ben – televisieserie - 5 afl.
- 1966 The Andy Griffith Show – televisieserie – 1 afl.
- 1964–1965 The Flintstones – televisieserie – 3 afl.

- Bibliothèque nationale de France: cb14188109v (data)
- Gemeinsame Normdatei: 1147322120
- International Standard Name Identifier: 0000 0000 7727 7017
- Library of Congress Control Number: no2010022895
- Nationale Bibliotheek van Israël: 987012384821705171
- Nederlandse Thesaurus van Auteursnamen: 420822135
- Virtual International Authority File: 107412533
- WorldCat: E39PBJc7RcqQdXkWRxTbhh4yVC